# Bosljiva Loka
Bosljiva Loka je naselje v Občini Osilnica. Leži ob reki Kolpi, ki je hkrati meja s Hrvaško.

## Galerija
- Pogled proti vzhodu
- Običajen prihod v vas
- Cerkev Sv. Vida